# Lomana LuaLua
Lomana Trésor Lualua (Kinshasa, 28. prosinca 1980.) bivši je nogometaš je iz Demokratske Republike Kongo.

## Karijera
LuaLua je rođen u Kinshasi u DR Kongo, ali se 1989. u dobi od 9 godina, preselio u Ujedinjeno Kraljevstvo. Započeo je igrati nogomet u londonskoj srednjoj školi, gdje su ga zapazili treneri trećeligaša Colchester Uniteda. U Colchesteru je igrao do 2000. kada za 2,25 milijuna funti prelazi u Newcastle United. Nakon četiri sezone, u kojima je za svrake nastupio 88 puta i pritom postigao 9 golova, u veljači 2004. odlazi na posudbu u Portsmouth FC, koji na kraju sezone otkupljuje njegov ugovor za 1.75 milijuna funti. Godine 2007. LuaLua odlazi u grčki Olympiakos, međutim već iduće sezone zbog čestih ozljeda napušta klub i potpisuje jednogodišnji ugovor za katarski Al-Arabi. No, već 2010. vraća se u Olympiakos.

## Zanimljivosti
LuaLua je poznat po atraktivnim proslavama pogotka, tijekom kojih često izvodi salta. Njegov brat Kazenga LuaLua je također profesionalni nogometaš te igra za Lomanin bivši klub Newcastle United, dok njegov rođak Tresor Kandol igra za Leeds United. 
Godine 2006. osnovao je LuaLua Foundation koji se sastoji od hostela, te sportskog i obrazovnog kompleksa U Kinshasi, namijenjenih za djecu siročad Demokratske Republike Kongo.

## Vanjske poveznice
- Službana stranica  Arhivirana inačica izvorne stranice od 8. rujna 2008. (Wayback Machine) na Icons.com